# Josep Pujol i Fernàndez
Josep Pujol i Fernández. ( - 1916). Advocat, polític i empresari barceloní. El 1860 es doctorà en dret a la universitat de Madrid. Regidor i tinent d'alcalde de l'Ajuntament de Barcelona, participà en la creació de diverses empreses, i també fou president de Foment de la Producció Nacional i de la seva organització succesora, Foment del Treball Nacional i entre 1899 i 1900 vocal de la Junta Directiva de l'Institut Agrícola Català de Sant Isidre . Fou soci de l'Ateneu Barcelonès  i president de la Societat Wagner de Barcelona.
Va contraure matrimoni amb Manela Coll i Fernández. El 1866 la parella van tenir una filla, Encarnació Pujol i Coll, quan vivien al segon pis del número 8 del carrer de Boters de Barcelona, a tocar de la plaça de la Catedral.

## Iniciatives empresarials
La Societat Catalana General de Crèdit fou el banc d'inversió català més important del segle xix. Creat el 29 de febrer de 1856, el 1866 va estar en suspensió de pagaments, i la junta de govern dimití. Se'n va anomenar una altra, i en Josep Pujol figurava com a suplent. Molt més tard però, el 1914, el banc va acabar en dissolució.
El 1876 fou president de l'entitat Foment de la Producció Nacional, la qual advocava en favor del proteccionisme aranzelari que protegís tots els sectors econòmics de la competència exterior.
El 1881 fou un dels socis fundadors de la Societat Espanyola d'Electricitat, empresa que va iniciar a Catalunya la producció i distribució d'electricitat per a una xarxa de distribució per atendre a un gran nombre de consumidors.
El 1884 fou soci fundador de la societat liderada per Joan de Marfà Quintana, la "Companyia Espanyola de Tramvies Penjants", la qual pretenia construir i explotar comercialment una línia de tramvia penjant entre els barris barcelonins del Clot i el Poblenou, encara que l'empresa que es liquidà el 1886 sense haver construït res.
En Josep Pujol exercí de president de la junta directiva de l'Exposició Universal de Barcelona de 1888, encara que el càrrec nominal era de l'alcalde Rius i Taulet.